# Shin Nakamura
Shin Nakamura (jap. 中村 伸, Nakamura Shin; * 6. Mai 1974 in der Präfektur Osaka) ist ein ehemaliger japanischer Fußballspieler.

## Karriere
Nakamura erlernte das Fußballspielen in der Schulmannschaft der Tokai University Gyosei High School und der Universitätsmannschaft der Dōshisha-Universität. Seinen ersten Vertrag unterschrieb er 1997 bei Sagan Tosu. Der Verein spielte in der zweithöchsten Liga des Landes, der Japan Football League. Für den Verein absolvierte er 118 Spiele. 2001 wechselte er zum Ligakonkurrenten Vegalta Sendai. 2001 wurde er mit dem Verein Vizemeister der J2 League und stieg in die J1 League auf. Für den Verein absolvierte er 45 Spiele. Ende 2002 beendete er seine Karriere als Fußballspieler.